# كربونات الصوديوم
كربونات الصوديوم(أيضا) هو مركب كيميائي له الصيغة Na2CO3، ويدعى أيضاً بالاسم الشائع رماد الصودا أو صودا الغسيل، يتواجد بالشكل العادي على شكل بودرة بيضاء، محاليله في الماء قلوية.
يمكن أن يوجد طبيعياً كمعدن أو صناعياً ويتم ذلك حالياً من خلال عملية سولفاي.

## التحضير

### طريقة لوبلان
كان رماد الصودا يحضر قديماً وفق عملية لوبلان وذلك نسبة إلى الكيميائي الفرنسي نيكولا لوبلان، لكنها حالياً غير مستخدمة.
الطريقة تقسم إلى مرحلتين رئيسيتين
- تحضير كعكة الملح

وذلك بغلي كلوريد الصوديوم في حمض الكبريت فينطلق غاز كلوريد الهيدروجين مع تشكل كبريتات الصوديوم
- اختزال كعكة الملح

ويتم ذلك بمزج كبريتات الصوديوم الناتجة مع الكربون (الفحم) والحجر الكلسي
الناتج كان يستحصل بغسل مستمر بالماء لإذابته وبالتالي فصله عن الرماد المتشكل (leaching)، ثم بالبلورة.

### طريقة سولفاي

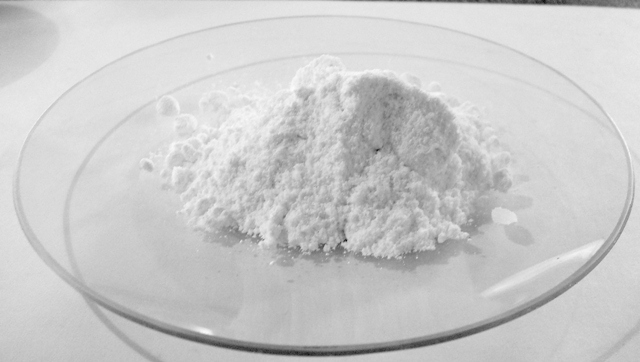
كربونات الصوديوم

عملية سولفاي وهي تنسب إلى الكيميائي البلجيكي إرنست سولفاي.
تعتمد على المواد الأولية التالية: كربونات الكالسيوم، كلوريد الصوديوم، والأمونيا.
لذلك تدعى أيضاً بطريقة أمونيا-صودا.
تتمحور العملية تقنياً حول برج مجوف.
في الأسفل يسخن الحجر الكلسي محرراً غاز ثاني أكسيد الكربون
يقرقر غاز ثاني أكسيد الكربون الناتج بمحلول مركز من كلوريد الصوديوم والأمونيا فيترسب لدينا بيكربونات الصوديوم
تسخن بيكربونات الصوديوم الناتجة فنحصل على كربونات الصوديوم
أثناء ذلك يتم استرجاع الأمونيا من محلول كلوريد الأمونيوم بمعالجته مع هيدروكسيد الكالسيوم (الكلس المطفأ)، الناتج من معالجة أكسيد الكالسيوم (الكلس الحي) بالماء.
كما يمكن تحضير كربونات الصوديوم بالتفاعل كربونات الأمونيوم مع هيدروكسيد الصوديوم المركز 
NaOH+ (NH4)2CO3 → NH3+Na2Co3+H20
أو من تشبيع محلول هيدروكسيد الصوديوم بالغاز ثاني اكسيد الكربون.

## الاستخدامات
- الاستخدام الرئيسي له في صناعة الزجاج.
- يدخل في صناعة الصابون والمنظفات المنزلية.
- يستخدم في صناعة عجينة الورق.
- كما يدخل في مجال معالجة مياه المجاري.
- يستخدم أيضاً في محلول تخدير الأسنان لتخفيف الشعور بالألم.
- له استخدام في الطب البيطري كمطهر للسطوح الملوثة.

## هوامش
أيضا العطرون، رماد الصودا

## طالع أيضًا
- نطرون
- حمض الكربونيك